# Louis Picquet du Boisguy
Louis Picquet du Boisguy   (Fougères, 11 de gener de 1774 - París, 1804) va ser un cap bretó de Chouan durant la Revolució Francesa. Era el germà d'un dels capitans del general Chouan Aimé Picquet du Boisguy.

## Biografia
Louis Picquet du Boisguy va lluitar amb el seu germà Aimé des de l'inici de la guerra. Va participar en la revolta de Sant Josep contra el reclutament, així com en el Gir de galerna. Va ser notat especialment durant el setge d'Angers, on, amb els seus homes, va atacar les portes de la ciutat amb una destral. Més tard es va convertir en capità dels Chouan a les ordres del seu germà.
No obstant això, el 10 de juliol de 1794, durant l'atac a Châtellier, els republicans, atrinxerats, es van defensar eficaçment. Durant la lluita, Louis du Boisguy va tenir el braç dret destrossat per una bala. Havent estat trencat l'os en diversos trossos, Louis du Boisguy va haver de ser amputat. Mai no es va recuperar realment d'aquesta lesió, ja que la seva salut es va deteriorar amb el pas del temps. Això va frenar les seves activitats militars i la seva presència va ser escassa, tot i que encara va participar en alguns combats. Tot i això, va participar activament a la Chouannerie de 1799.
A principis de l'any 1800, va signar la pau, però va ser exiliat a Chartres. Temps després, per un motiu desconegut, va ser arrestat i tancat durant 8 mesos a la presó de París abans de ser alliberat. Però malalt, amb la salut debilitada per la seva lesió, Louis du Boisguy va morir el 1804.